# Chrysops hamatus
Chrysops hamatus är en tvåvingeart som beskrevs av Friedrich Hermann Loew 1858. Chrysops hamatus ingår i släktet Chrysops och familjen bromsar. Inga underarter finns listade i Catalogue of Life.